# Ksenija Symonova
Ksenija Symonova (in ucraino Ксенія Симонова?; Jevpatorija, 22 aprile 1985) è un'artista ucraina dell'animazione con la sabbia.

## Biografia
Ksenija Simonova è nata ad Eupatoria, in Crimea, da Irina Simonova, artista, scenografa teatrale e insegnante di belle arti, e Alexander Simonov, militare in congedo.
Ha iniziato a disegnare con la sabbia dopo il fallimento della precedente attività a seguito della crisi finanziaria del 2008 e decise di prendere parte, nonostante la poca esperienza, allo show televisivo Ukraine's Got Talent. Presentandosi con un'animazione che ritraeva la vita nell'Unione Sovietica durante l'invasione nazista della seconda guerra mondiale, vinse il primo premio (1 000 000 di grivnie ucraine, circa 34 000 euro).
Il successo a livello nazionale e internazionale l'ha portata a prendere parte a diversi eventi internazionali come l'Eurovision Song Contest 2011 (esibendosi al fianco della rappresentante ucraina Mika Newton), la cerimonia di chiusura dei giochi olimpici speciali del 2011, la finale di Champions League e il concerto della YouTube Symphony Orchestra.
Il 2 settembre del 2016 pubblica Angel of the seashore una sand animation in memoria del piccolo Alan Kurdi, per il primo anniversario dalle sua morte, con musica composta da Giuseppe Morgante.
Nel 2019 ha preso parte all'America's Got Talent: The Champion, trasmesso da NBC, ottenendo alla fine della prima esibizione, il golden buzzer da Terry Crews, che l'ha fatta avanzare direttamente alla serata finale, dove si è classificata terza. Nello stesso anno prende nuovamente parte all'Eurovision Song Contest, ospitato dalla città israeliana di Tel Aviv, affiancando la rappresentante della Moldavia, Anna Odobescu, nella seconda semifinale del 16 maggio 2019. Il paese tuttavia non si è qualificato per la serata finale.

## Vita privata
La Simonova ha sposato nel 2007 Igor Paskar, da cui ha avuto due figli: Dmitry, nato il 27 novembre 2007, e Serafim, nato il 20 luglio 2014.